# هيبوليت فان دن بوش
هيبوليت فان دن بوش (مواليد 30 أبريل 1926) هو لاعب كرة قدم. يلعب مع منتخب بلجيكا لكرة القدم. سبق له أن لعب في كأس العالم لكرة القدم مع منتخب بلاده.

## روابط خارجية
- هيبوليت فان دن بوش على موقع الاتحاد الدولي (مؤرشف)  (الإنجليزية)
- هيبوليت فان دن بوش على موقع الاتحاد البلجيكي (الإنجليزية)
- هيبوليت فان دن بوش على موقع قاعدة بيانات كرة القدم.إي يو (الإنجليزية)
- هيبوليت فان دن بوش على موقع ناشيونال فوتبول تيمز (الإنجليزية)
- هيبوليت فان دن بوش على موقع Soccerway.com (الإنجليزية)
- هيبوليت فان دن بوش على موقع عالم كرة القدم.نت (الإنجليزية)